# Карел Тейге
Карел Тейге (чеськ. Karel Teige; 13 грудня 1900, Прага, Австро-Угорщина — 1 жовтня 1951, Прага, Чехія) — чеський прозаїк, перекладач, літературний критик, художник-графік, публіцист, філософ. Ключова фігура східноєвропейського авангарду.

## Біографія
Карел Тейге народився 1900 року в родині головного архіваріуса Праги. Навчався на філософському факультеті Карлового університету, займався журналістикою.
У 1921 році їздив у Париж, де познайомився з Ле Корбюзьє і Амеде Озанфаном. У 1924 році виступив з маніфестом «поетизму». У 1925 році перебував у Москві та Ленінграді, де познайомився з представниками радянського конструктивізму.
Карел Тейге один із творців авангардної художньої групи «Деветсил» (діяла в 1920—1930 рр.). Видавав журнал групи (1927—1930). За його ініціативою в Празі виступали Ле Корбюзьє, Ман Рей, Пауль Клее, Володимир Маяковський, Андре Бретон, Вальтер Гропіус. У 1929—1930 роках карел навчався в Баухаузі. У 1934—1938 був членом «Чеської сюрреалістичної групи». У своїх теоретичних роботах поєднав неомарксистську соціологію з психоаналізом, виявляв інтерес до урбаністики, повсюдної життєдіяльності міст, масової культури та непрофесійних мистецтв.
Після 1948 року під тиском соціалістичної влади вийшов з публічного життя. Пееслідувався як «троцькістський виродок». Помер від інфаркту, його архів був підданий перегляду таємної поліції.

## Творчість
Карел Тейге — автор книг «Фільм» (1925), «Радянська культура» (1927), монографііпро Архипенка(1923), Маяковського і російський футуризм. (1936)
Він переклав з французької мови твори Шарля Бодлера, Лотреамона, Верхарна, Аполлінера, Андре Мальро, труди Луї Деллюка, з російської мови — про І.Еренбурга, статті М. Бухаріна про літературу.